# Malthinus cartwrighti
Malthinus cartwrighti es una especie de coleóptero de la familia Cantharidae.

## Distribución geográfica
Habita en El Salvador.